# Hilfeplanverfahren
Hilfeplanung beschreibt in der Kinder- und Jugendhilfe ein Verfahren, wie eine einzelfallbezogene Hilfe für Kinder, Jugendliche und Familien ausgewählt, gewährt, geplant und zu einem möglichst guten Ergebnis geführt werden soll.
Im Mittelpunkt der Hilfeplanung steht die Frage, wie die jungen Menschen und ihre Familien jeweils unterstützt werden können, mit Hilfe der Träger der öffentlichen und freien Jugendhilfe ihre Ziele in der Erziehung oder der Entwicklung ihrer Kinder zu erreichen und die Probleme und Barrieren, die einer Realisierung entgegenstehen, abzubauen. Ausgangspunkt dafür sind die Wünsche, Vorstellungen und Perspektiven der Kinder, Jugendlichen und ihrer Eltern.

## Gesetzliche Regelungen
Gesetzlich geregelt ist die Hilfeplanung in § 36 SGB VIII.
Die dortigen Regelungen sind bei der Gewährung und Durchführung aller einzelfallbezogenen Hilfen anzuwenden, die voraussichtlich für längere Zeit zu leisten sind. Dies sind
- Hilfe zur Erziehung gemäß § 27ff. SGB VIII (z. B. Sozialpädagogische Familienhilfe, Erziehungsbeistandschaft, Heimunterbringung)
- Eingliederungshilfe für Kinder mit seelischer Behinderung gemäß § 35a SGB VIII
- Hilfe für junge Volljährige gemäß § 41 SGB VIII.

Der Gesetzgeber schreibt dem öffentlichen Jugendhilfeträger (Jugendamt) vor,
- die Personensorgeberechtigten und die jungen Menschen umfassend zu beraten und zu beteiligen und sie über die möglichen (langfristigen) Folgen der Hilfe für die Entwicklung des Kindes oder Jugendlichen zu informieren,
- bei der Entscheidung über die Art der Hilfe kollegial zusammen zu wirken, damit diese von einer möglichst breiten Fachkenntnis getragen wird,
- unter Beteiligung der Eltern, Kinder und Jugendlichen einen Hilfeplan aufzustellen, der u. a. folgende Fragen beantwortet: Wo genau liegt der Bedarf und was ist das Ziel der Hilfe? Mit welcher Art von Hilfe soll dieses Ziel erreicht werden und wer trägt was bei, um das Ziel gemeinsam zu erreichen?  Dieser Hilfeplan ist regelmäßig zu überprüfen und an diesem Prozess sind auch die Leistungserbringer (Träger der freien Jugendhilfe, Pflegeeltern), zu beteiligen

## Begrifflichkeiten
Hilfeplanung, Hilfeplanverfahren und Hilfeplan sind voneinander zu unterscheiden:
- Als Hilfeplanung bezeichnet man den Gesamtprozess von der anfänglichen Information und Beratung, über die Feststellung des Bedarfs und die Aufstellung des Hilfeplans bis hin zur Beendigung einer Einzelfallhilfe.
- Das Hilfeplanverfahren bezeichnet die konkrete methodische Umsetzung des Hilfeplanungsprozesses im Jugendamt. Die Jugendämter legen für das interne Bearbeitungsverfahren fest, welche Aktivitäten wann durch wen erfolgen etc.
- Der Hilfeplan ist das Protokoll des Hilfeplangesprächs, dessen Richtigkeit durch die Unterschriften der Beteiligten bestätigt wird. Der Hilfeplan dokumentiert die notwendige Beteiligung, die identifizierten Problemfelder und Lösungsansätze sowie Ziele und Handlungsschritte und ist somit das Instrument zur Steuerung der Hilfe. Der Hilfeplan wird regelmäßig fortgeschrieben, indem mit allen Beteiligten überprüft wird, inwieweit die Ziele erreicht wurden und ob die Ziele oder die Hilfe nachjustiert werden muss.
- Von einer Hilfekonferenz wird gesprochen, wenn zu der internen Fachteamberatung des Jugendamtes Personen außerhalb des Fachdienstes hinzugezogen werden.

## Beteiligte
Beteiligte des Hilfeplanverfahrens sind
- die Personensorgeberechtigten (Eltern, Vormund und/oder Pfleger), das betroffene Kind bzw. der betroffene Jugendliche (in altersangemessener Form) sowie mindestens ein Vertreter des zuständigen Jugendamtes
- entsprechend der Hilfeform weitere Mitwirkende (Pflegeeltern, Leistungserbringer etc.)
- nach Bedarf weitere mit dem Kind bzw. Jugendlichen betraute Personen (Lehrer, Ausbilder, Ärzte etc.)

wobei alle Beteiligten das Recht haben, sich von einer Person ihres Vertrauens (einem sogenannten Beistand nach § 13 Abs. 4 SGB X) begleiten zu lassen. Dies ist insbesondere für die betroffenen Kinder und Jugendlichen mitunter eine große Hilfe, sich aktiv in das Hilfeplangespräch einzubringen.

## Fortschreibung
Die Hilfepläne werden während der Hilfeleistung regelmäßig durch ein erneutes Hilfeplangespräch überprüft. Das Hilfeplangespräch findet in der Regel halbjährlich statt. Hierbei wird festgestellt, ob die geleistete Hilfeart geeignet, inwieweit die Ziele erreicht werden, ob die Hilfemaßnahme verändert oder unverändert fortgeführt oder beendet wird. Ebenso ist „vor und während einer langfristig zu leistenden Hilfe außerhalb der eigenen Familie (ist) zu prüfen, ob die Annahme als Kind in Betracht kommt.“ (SGB VIII § 36 Abs. 1 Satz 2)

## Gelingensfaktoren und Qualitätsgrundsätze
Für die Hilfeplanung lassen sich folgende Gelingensfaktoren und Qualitätsgrundsätze für identifizieren:
- die Rollenklarheit der einzelnen an der Hilfeplanung Beteiligten:
  - die Leistungsberechtigten als diejenigen, die die Entscheidung über die Annahme der Hilfe treffen und an deren Zielen sich die Hilfeplanung ausrichtet;
  - das Jugendamt, das die Federführung und Steuerungsverantwortung für das Hilfeplanverfahren hat,
  - die Leistungserbringer, die die Hilfe gemeinsam mit den Familien auf der Grundlage des kontraktierten Hilfeplans ausgestalten und an der Zielerreichung arbeiten.
- die Beteiligung von Eltern und jungen Menschen: Hilfen können umso erfolgreicher sein, je mehr sie von allen gewollt und getragen werden. Die Forschung belegt, dass sich gerade das Partizipationsempfinden von Kindern und Jugendlichen unmittelbar auf die Wirksamkeit der Hilfe auswirkt.
- eine fundierte sozialpädagogische Diagnostik: Eine Hilfe kann dann passgenau geplant werden und gelingen, wenn ein möglichst umfassendes Bild der Lebenssituation der Familie vorliegt und die Wahrnehmung der Probleme, Handlungsbedarfe und Ressourcen von den Beteiligten geteilt wird.
- die Zielorientierung der Hilfen: Erst eine konkrete Zielformulierung kann Fortschritte für alle Beteiligten sichtbar machen und als Maßstab dienen, ob eine Hilfe der Zielerreichung dient.
- die Ressourcen- und Sozialraumorientierung: Hilfen sollen nicht die Potenziale der Leistungsberechtigten ersetzen, sondern sie zeitlich befristet stärken, fördern und ergänzen.
- die gleichberechtigte Berücksichtigung vielfältiger Lebenslagen: Um passgenaue Hilfen zu ermöglichen, muss die Hilfeplanung an durch Geschlecht, Migration o. ä. geprägte Differenzen in den Lebenslagen anknüpfen können.
- das Zusammenwirken der Fachkräfte: Unterschiedliche Wissensbestände, Erfahrungen und Sichtweisen erweitern die Perspektive des Fallverstehen und qualifizieren Entscheidungen mit häufig weitreichender biografischer Weichenstellung für die betroffenen jungen Menschen und ihre Familien.
- ein internes Bearbeitungsverfahren, das Orientierung gibt, wann welche Aktivitäten durch wen verfolgen und damit Prozesse und Qualität der Leistungsgewährung transparent macht. Das Verfahren sollte verbindlich in der Organisation eingeführt und an den Schnittstellen mit den Leistungserbringern abgestimmt sein.
- ausreichend personelle, sachliche und organisatorische Ressourcen, damit  das Hilfeplanverfahren auch in der dargestellten Qualität eingelöst werden kann.

## Besonderheiten
Das Hilfeplanverfahren ist von anderen Gesprächen im Rahmen der Hilfe zu unterscheiden und kann auch nicht durch diese ersetzt werden. Helfergespräche zum Beispiel sind Gespräche, in denen sich verschiedene Fachbeteiligte (z. B. Helfer aus Schule, Therapie, Betreuung etc.), die mit einer Familie zusammenarbeiten, sich über eine gemeinsame Vorgehensweise austauschen.

## Datenschutz
Das Hilfeplanverfahren unterliegt besonderen Auflagen des Datenschutzes, die insbesondere auch für die Erstellung von Erziehungs- oder Entwicklungsberichten gelten – der Informationsaustausch zwischen Leistungserbringer/Pflegeeltern und Jugendamt soll auf die für den Hilfeplan notwendigen Punkte begrenzt bleiben. Zu beachten ist, dass die Hilfen nach § 65 SGB VIII in einem besonders geschützten Vertrauensverhältnis stattfinden. Damit ist festgelegt, dass Informationen nur mit Zustimmung der Betroffenen oder bei einer besonderen Gefährdung des Kindeswohles weitergegeben werden dürfen.